# Guy Ritchie
Guy Stuart Ritchie (sinh ngày 10 tháng 9 năm 1968) là một nam đạo diễn, nhà sản xuất phim, nhà biên kịch và doanh nhân người Anh, nổi tiếng với những tác phẩm ăn khách như Sherlock Holmes, U.N.C.L.E, Huyền thoại vua Arthur và Aladdin.
Ông rời trường cấp hai và nhận công việc cấp cao trong ngành công nghiệp điện ảnh vào giữa những năm 1990. Ritchie cuối cùng đã đi đến quảng cáo trực tiếp. Năm 1995, ông làm đạo diễn cho bộ phim đầu tiên của mình., The Hard Case, một đoạn phim ngắn dài 20 phút đã gây ấn tượng với các nhà đầu tư ủng hộ bộ phim đầu tay của anh, bộ phim hài về tội phạm Lock, Stock and Two Smoking Barrels (1998). Sau đó, ông đạo diễn một bộ phim hài tội phạm, Snatch (2000). Các tác phẩm khác của ông bao gồm Revolver (2005), RocknRolla (2008), Sherlock Holmes (2009), phần tiếp theo của nó Sherlock Holmes: A Game of Shadows (2011), bản làm lại trực tiếp của Aladdin (2019), và Khế ước (2023).

## Tiểu sử
Ritchie sinh ở Hatfield, Hertfordshire, là con trai thứ hai của Amber (nhũ danh Parkinson) và Captain John Vivian Ritchie (sinh năm 1928), cựu Seaforth Highlanders nhân viên phục vụ và điều hành quảng cáo. Cha của John là Thiếu tá Stewart Ritchie, người đã chết ở Pháp, vào năm 1940, trong Thế chiến II.. Mẹ của John là Doris Margaretta McLaughlin (sinh năm 1896), con gái của Vivian Guy McLaughlin (sinh năm 1865) và Edith Martineau (sinh năm 1866), người mà sau này ông có chung tổ tiên thân thiết với Catherine, Duchess of Cambridge. Những chiếc McLaughlins có phả hệ trở lại vua Edward I của Anh. Cả cha mẹ của Richie đều tái hôn với những cá nhân nổi bật. Cuộc hôn nhân thứ hai của cha ông là Shireen Ritchie, Nam tước Ritchie của Brompton, một cựu người mẫu và sau đó là chính trị gia bảo thủ và cuộc sống ngang hàng. Từ năm 1973 đến năm 1980, khi họ ly dị, mẹ của Ritchie đã kết hôn với Sir Michael Leighton, Nam tước thứ 11 của Công viên Loton. Là một người ly dị, cô ấy được phong cách chính xác như Amber, Lady Leighton.
Ritchie, người mắc chứng khó đọc, đã bị đuổi khỏi Trường Stanbridge Earls ở tuổi 15. Ông đã tuyên bố rằng sử dụng ma túy là lý do cho việc trục xuất; Cha anh đã nói rằng đó là vì con trai anh bị bắt "cắt lớp và chiêu đãi một cô gái trong phòng."
Ngoài chị gái Tabitha, một huấn luyện viên khiêu vũ, Ritchie còn có một người anh em cùng cha khác mẹ, Kevin Baynton, người được sinh ra cho Amber Parkinson khi cô còn là một thiếu niên và từ bỏ làm con nuôi.

## Danh sách phim
| Năm  | Phim                                        | Đạo diễn | Biên kịch | Sản xuất | Ghi chú           |
| ---- | ------------------------------------------- | -------- | --------- | -------- | ----------------- |
| 1998 | Lock, Stock and Two Smoking Barrels         | Có       | Có        | Không    | Đạo diễn phân vai |
| 2000 | Snatch                                      | Có       | Có        | Không    |                   |
| 2002 | Swept Away                                  | Có       | Có        | Không    |                   |
| 2005 | Revolver                                    | Có       | Có        | Không    |                   |
| 2008 | RocknRolla                                  | Có       | Có        | Có       |                   |
| 2009 | Sherlock Holmes                             | Có       | Không     | Không    |                   |
| 2011 | Sherlock Holmes: Trò chơi của bóng đêm      | Có       | Không     | Không    |                   |
| 2015 | Tổ chức bóng đêm U.N.C.L.E.                 | Có       | Có        | Có       |                   |
| 2017 | Huyền thoại vua Arthur: Thanh gươm trong đá | Có       | Có        | Có       |                   |
| 2019 | Aladdin                                     | Có       | Có        | Không    |                   |
| 2019 | Quý ông thế giới ngầm                       | Có       | Có        | Có       |                   |
| 2021 | Gã điên báo thù                             | Có       | Có        | Có       |                   |
| 2023 | Phi vụ toàn sao                             | Có       | Có        | Có       |                   |
| 2023 | Khế ước                                     | Có       | Có        | Có       |                   |
| 2024 | The Ministry of Ungentlemanly Warfare       | Có       | Có        | Có       | Hậu kỳ            |
| TBA  | TBA                                         | Có       | Có        | Có       | Tiền kỳ           |